# Roßberg (Gemeinde Neukirchen)
Roßberg ist eine Ortslage im Oberpinzgau im Land Salzburg und gehört zur Gemeinde Neukirchen am Großvenediger im Bezirks Zell am See (Pinzgau). 

## Geographie
Der Roßberg befindet sich etwa einen Kilometer salzachtaleinwärts westlich vom Ort Neukirchen, oberhalb von Rosental und der Venedigersiedlung. 
Er liegt am südlichen am Fuße des Steinkogels (2299 m ü. A.) der  Kitzbüheler Alpen, an der linken – nördlichen, sonnseitigen – Talseite. Er erstreckt sich zwischen Dürnbachtal und Trattenbachtal.
Der Roßberg umfasst unter anderen die Gehöfte Baxrain, Brandl, Grub und Seerain, die Gästehäuser BergBaur (ehemalig Buasen), Venedigerhof und Rechtegg, sowie ein Gehöft im Trattenbachtal, und die Steineralm im Dürnbachtal. Die gut 100 Häuser haben alle die Adressen Roßberg.
Die Ortsteile sind angeschlossen über die Straße Dürrbachgraben, die von der Gerlos Straße (B165) in nördlicher Richtung abzweigt.